# Corythopis
Corythopis is een geslacht van zangvogels uit de familie tirannen (Tyrannidae).

## Soorten
Het geslacht kent de volgende soorten:
- Corythopis delalandi – Delalandes piepertiran
- Corythopis torquatus – Geringde piepertiran